# شکر نارگیل

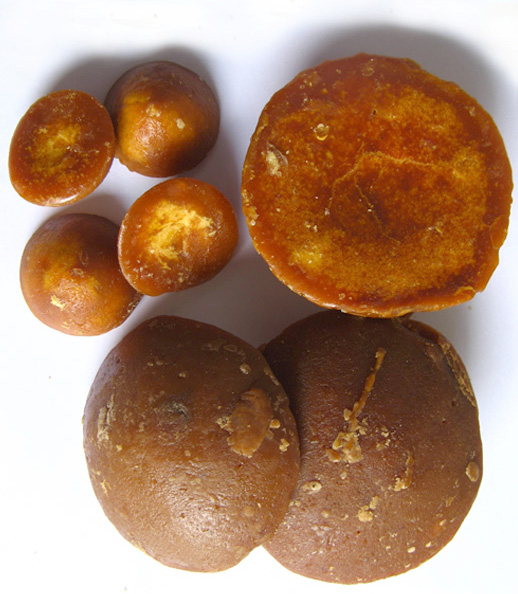
شکر نارگیل قهوه ای

شکر نارگیل (به انگلیسی: Coconut sugar) (هم چنین به نام‌های شکر درخت نارگیل، شکر نخل نارگیل، شکر شیره درخت نارگیل یا شکر شکوفه نارگیل شناخته می‌شود)، شکر پالم است که از شیره ساقه غنچه نخل نارگیل تولید می‌شود.
انواع دیگر شکر پالم از نخل کیتول (نخل دم‌دار تنها)، نخل پالمیرا، نخل خرما، نخل خرما نقره ای، نخل ساگو یا نخل سیاه‌رشته تهیه می‌شود.
شکر نارگیل که در بسیاری از کشورها به عنوان یک شیرین کننده از آن استفاده می‌شود، ارزش تغذیه یا فواید سلامتی قابل توجه ای نسبت به دیگر شیرین کننده‌ها ندارد.